# منتخب الجزائر لكرة الماء
منتخب الجزائر لكرة الماء هو منتخب جزائري يخص رياضة كرة الماء.

## سجل النتائج في بطولة العالم
- 2002 : لم يشارك
- 2003 : لم يشارك
- 2004 : لم يشارك
- 2005 : لم يشارك
- 2006 : لم يشارك
- 2007 : لم يشارك
- 2008 : الدور التمهيدي
- 2009 : الدور التمهيدي
- 2010 : الدور التمهيدي